# Leonid Stadnyk
Leonid Stepanovich Stadnyk (tiếng Ukraina: Леонід Степанович Стадник)  (1970 – 2014) được sách kỷ lục Guinness ghi nhận năm 2008là người cao nhất thế giới còn sống. Chiều cao của anh là 2,57 m (8 ft 5½ in), cao hơn cả Bào Hỉ Thuận trước đó.
Leonid sinh ngày 5 tháng 8 năm 1970 ở tỉnh Zhytomyr  (Ukraina Xô viết) và mất ngày 24 tháng 8 năm 2014 tại Ukraina bởi bệnh xuất huyết não của ông.